# 花脸鹀
花脸鹀（学名：Emberiza personata），又称日本灰头鹀，是雀形目鹀科鹀属的鸟类，繁殖于日本、库页岛及千岛群岛，迁徙时路过中国及朝鲜半岛沿海地区。
花脸鹀原是灰头鹀的日本亚种（E. s. personata）。物种拆分后，花脸鹀是单型物种，没有亚种分化。

## 特征
雄性头颈部灰色区域较指名亚种偏向橄榄绿色，与指名亚种有着明显区别的是日本亚种雄性颌部并非青灰色，而是与胸部接近的硫磺色；此外在灰色的头颈部还有两道醒目的硫磺色眉纹和颊纹；雌性头部明显偏向灰色，硫磺色眉纹和颊纹异常清晰，胸部类似东北亚种，密布褐色纵纹；各亚种上喙铅灰色，下喙基部肉粉色端部深色，虹膜褐色，足肉粉色。